# گروپی

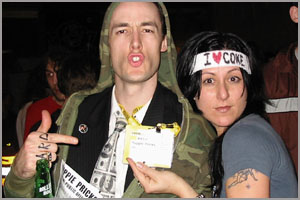
ترور میدلتون به‌همراه یک گروپی

اصطلاح گروپی (به انگلیسی: Groupie) در زبان عامیانه، به طرفدار یک موسیقی‌دان، سلبریتی یا گروه موسیقی گفته می‌شود که این فرد یا گروه را در تمامی تورهای کنسرت دنبال می‌کند و تاحد ممکن در تمامی اجراهای وی حضور می‌یابد و این کار را معمولاً به امید ملاقات با آن‌ها انجام می‌دهد. این اصطلاح اغلب برای توصیف زنان جوانی به‌کار می‌رفت که به امید ایجاد رابطهٔ جنسی یا پیشنهاد رابطهٔ جنسی، اشخاص معروف را دنبال می‌کردند. گروپی همچنین در توصیف طرفداران موسیقی، ورزش و یا ستایندگان چهره‌های معروف در دیگر حرفه‌های رده بالا نیز به‌کار می‌رفت. برخی از گروپی‌ها روابط جنسی با موسیقیدانان و ورزشکاران دارند.

اصطلاح گروپی نخستین بار در سال ۱۹۶۵ شکل گرفت.